# Walk of Life
Singles de Dire Straits
Brothers in Arms
(1985) Your Latest Trick
(1986)
Walk of Life est une chanson du groupe rock britannique Dire Straits tirée de leur cinquième album studio, Brothers in Arms sorti en 1985. Elle est d'abord sortie en tant que face B du 45-tours So Far Away, le single précurseur de l'album. Une version enregistrée en concert est ensuite incluse sur l'album live On the Night (1993).
Le single a culminé au numéro sept dans les charts américains et a été leur plus gros succès commercial au Royaume-Uni (avec Private Investigations), culminant au numéro deux. Le titre est également apparu sur trois albums compilation : Money for Nothing de 1988, Sultans of Swing: The Very Best of Dire Straits de 1998 et Private Investigations - The Best of Mark Knopfler & Dire Straits de 2005.

## Historique
La chanson était presque exclue de l'album lorsque le coproducteur Neil Dorfsman avait voté contre son inclusion, mais le reste du groupe a retourné le vote.
Un simple rythme rock 'n' roll est utilisé, avec des changements limités aux accords I, IV et V. La longue introduction est devenue emblématique pour tous les fans, avec une mélodie immédiatement reconnaissable jouée sur un orgue, ce qui lui confère une légère tournure cajun. Le chanteur mentionné dans les paroles se produirait « dans les tunnels, en essayant de le rendre payant », une référence au trafic dans le métro. Les chansons qu'il joue sont de vieilles chansons, notamment I Got a Woman, Be-Bop-A-Lula, What'd I Say, My Sweet Lovin' Woman et Mack the Knife. Il joue aussi du Talking blues. (Le Talking Blues est une forme de musique folk et de musique country. Elle se caractérise par une parole rythmée ou quasi-parole où la mélodie est libre, mais le rythme est strict.)

## Faces B
Après avoir été lui-même utilisé comme face B pour la version européenne du single So Far Away, Walk of Life possède de nombreuses faces B différentes selon les formats de sortie proposés sur différents territoires. Les deux chansons les plus couramment utilisées étaient une version live de Two Young Lovers, parue précédemment sur le EP ExtendedancEPlay de 1983 et One World, le huitième titre de l'album Brothers in Arms. Un double vinyle sorti au Royaume-Uni en 1985 mettait en vedette le single Sultans of Swing, classé en 1978, du groupe Top 10, ainsi que des versions live de Two Young Lovers et de la chanson rare Eastbound Train, l'un des premiers titres enregistré par Dire Straits sous forme de démo mais n'est jamais apparu sur un album ni en tant que single.

## Clip vidéo
Le clip vidéo original de la chanson créée pour le Royaume-Uni présente un musicien de rue vêtu du même chandail que Mark Knopfler, intercalé avec le groupe sur scène. Cependant, la version américaine de la vidéo, présentant des séquences de scènes sportives comiques à la place des scènes de musicien de rue a gagné en popularité, la première version a été en grande partie abandonnée.

## Singles
7" single
- - "Walk of Life" – 4:07 / "One World" – 3:36

12" single
- - "Walk of Life" – 4:07 / "Why Worry" (Instrumental) – 3:56 / "One World" – 3:36

## Classements
| Pays                                   | Positions |
| -------------------------------------- | --------- |
| Allemagne (Media Control AG)           | 15        |
| Australie (ARIA)                       | 11        |
| Autriche (Ö3 Austria Top 40)           | 18        |
| Belgique (Flandre Ultratop 50 Singles) | 32        |
| Canada (Canadian Singles Chart)        | 7         |
| États-Unis (Billboard Hot 100)         | 7         |
| France (SNEP)                          | 42        |
| Irlande (Irish Singles Chart)          | 1         |
| Nouvelle-Zélande (RMNZ)                | 3         |
| Pays-Bas (Nederlandse Top 40)          | 17        |
| Royaume-Uni (UK Singles Chart)         | 2         |
| Suisse (Schweizer Hitparade)           | 24        |